# 第五届全国人民代表大会代表名单
中华人民共和国第五届全国人民代表大会代表，共有3497名，任期為1978年2月至1983年2月。

## 北京市
- 二百一十七名

丁声树、马坚、王大钧、王义、王兰琴、王迁、王成奎、王来珍、王作舟、王言昌、王冶秋、王若水、王昆仑、王忠诚、王炜钰、王俊生、王淑贤、王淑玲、王绶琯、王惠德、王瑞丰、王德昌、车文焕、牛桂德、毛文书、毛维忠、毛联珏、邓止怡、石勾、石梅音、叶笃正、田中山、史洪志、白介夫、白寿彝、白继良、白漱新、丛学成、冯至、吕兰欣、吕保维、朱觉、乔石琼、伍经元、任子超、任成水、任承训、任恒太、华国锋、华罗庚、向锦江、邬纪秀、刘长文、刘凤琴、刘达、刘宗卓、刘诗昆、刘绍文、刘香芝、刘贺生、刘素英、刘振奇、刘润芳、刘景春、刘锋、刘道玉、刘渡舟、刘富存、刘德源、刘毅、刘耀民、关山复、江牧岳、许明月、许树华、许维英、许琴妹、纪登奎、严仁英、芦国俊、杜才元、杜培花、李义福、李子平、李凤甫、李凤楼、李巧云、李何林、李明智、李忠、李岩、李建平、李承为、李梦夫、李琴、李腊和、李瑞环、李嗣尧、李鑫、杨士惠、杨小亭、杨世荣、杨财发、杨秀英、杨沫、杨春茂、杨维民、杨景荣、杨嘉墀、杨德林、肖友明、肖伦、肖赤、吴仲华、吴桓兴、吴德、何东昌、辛育龄、汪东兴、汪润生、沈秉镇、沈澄、宋一平、宋玉英、宋庆忠、张大中、张平化、张仲臣、张国基、张秉贵、张相麟、张树礼、张琳、张锡田、张鋆、阿依吐拉、陈丁茂、陈世骧、陈永祥、陈伦芬、陈宝森、陈建邦、陈常好、陈福汉、陈篪、茆于降、茅以升、林巧稚、林兰英、林佳楣、罗玉川、周长生、周发岐、周林、周建人、周培源、郑天翔、孟继懋、赵文玺、赵永竹、赵炳南、赵喜明、赵鹏飞、赵燕侠、荣科、胡汉泉、柳大纲、柳德春、段宝成、侯宝林、施登元、洪丝丝、秦力生、耿长外、夏鼐、顾谷同、钱钟太、倪志福、徐庆文、奚润珍、高庆狮、高毅民、郭映福、郭福金、郭影秋、唐由之、浦洁修、诸福棠、姬鹏飞、黄秉维、黄勇、黄鸿宁、梅增森、曹友仲、曹轶欧、曹禺、曹鲁、庚秀荷、葛廷山、董新菊、韩作黎、程纯枢、傅文启、傅振刚、焦素芬、童第周、鲍文奎、廉双进、慕庆光、蔡若虹、蔡俊岭、谭葆宪、潘致斌、薄太和、穆成礼、魏鼎旺、瞿菊芳

## 天津市
- 一百二十一名

于立群、于桂兰、于桂珍、于淑珍、马连理、王毛生、王凤茹、王丙、王有水、王学敏、王承书、王恩惠、区棠亮、贝时璋、牛荫冠、毛鹤年、石景林、叶大清、叶志强、田秀英、冯德路、邢国俊、戎学珍、朱宪彝、任玉珍、伉铁隽、庄希泉、庄明理、刘文玉、刘志勇、刘芸生、刘金华、刘建章、刘俊秀、刘家英、刘斐、齐子升、江华、安玉桐、许德珩、孙敬文、苏庄、李开信、李云峰、李玉堂、李玉琴、李润杰、李梦华、李景霞、李雷晓、李殿武、杨天受、杨石先、杨坚白、杨秀峰、杨序文、杨厚兰、吴金生、吴源溥、何松江、何炳林、谷云亭、闵恩泽、沈尔炎、宋继东、张士珍、张文治、张立贵、张守财、张初阳、张金泉、张桂珍、陈玉娘、陈作贵、陈金荣、陈桂木、陈景润、武玉璞、范权、罗叔章、岳长华、周叔韬、庞淑兰、郑天挺、赵士杰、赵今声、赵志纯、赵钧、郝德青、胡乔木、胡祚宽、胡增、钟子云、俞霭峰、洪伯年、顾康乐、钱三强、徐茂芬、殷之华、殷宝华、高士其、高玉堂、郭芝榕、郭锡禄、黄仕机、黄志刚、曹本熹、崔庆武、梁学义、彭义祥、蒋南翔、韩权华、储光明、路达、路希杰、解学恭、廖灿辉、缪天瑞、穆青、戴念慈、魏淑珍

## 河北省
- 一百三十三名

丁存又、马玉英、马世良、马志杰、马殿臣、王书琴、王玉山、王世荣、王世惠、王全有、王志、王芸生、王余、王武经、王英俊、王宪周、王素梅、王健、王益元、王常柏、王淑珍、尹赞勋、卢进乔、卢鹤绚、田间、史铁锁、冯玉明、冯建章、冯喜银、邢卓、戎冠秀、吕玉兰、朱洪昌、朱理治、任宪如、刘子厚、刘长珍、时和、刘松林、刘卓甫、刘宗耀、刘维年、安庆云、许家信、许斌、农绍华、阮智成、孙连恒、孙起成、孙德福、杜布信、杜希予、李中华、李仁堂、李书乐、李玉香、李永进、李雨时、李贵余、李艳霞、李振富、李淑英、李敬敏、杨云英、杨玉柱、杨国栋、杨定安、吴中枢、吴俊亮、汪胡桢、沈文英、沈其益、宋欣茹、宋彦博、张本林、张平均、张青山、张若麟、张杰、张建尧、张信贤、张维苓、陈义岭、陈有贵、陈秀珊、武尔桢、林日英、林铁、竺万秀、金士宣、周恒刚、郑汉章、郑秀玲、郎凤珍、赵义山、赵海运、郝庆山、郝密清、胡桂兰、柏玉兰、段长太、侯占友、侯银会、俞履圻、姚银、秦计长、耿飚、晋桂香、徐宝合、徐海花、殷继昌、翁桂珍、高建贤、高承桓、郭志、郭顺源、郭爱妮、郭新可、黄华、康德厚、彭明霞、董忠爱、韩学通、韩邦聚、韩荣吉、程有志、谢胜堂、蔡开阳、樊德玲、潘承孝、霍满珍、戴金珠、魏桂永

## 山西省
- 七十六名

王大任、王运康、王秀兰、王祖侗、王绣锦、王谦、牛桂英、邓初民、左辅官、申纪兰、田遇奇、史正道、史怀璧、冯颐芳、曲玉生、吕树孝、朱文华、成爱蓉、任换朝、刘邦闻、刘纯郴、刘白生、问步英、许运兰、杜秀峰、李开元、李井泉、李树新、李保田、李喜慎、李登宪、杨珊珊、杨润盛、杨频、杨德水、吴吉昌、吴鹏珠、张万福、张龙志、张稼夫、张臻平、陈永贵、陈有堂、陈秀文、陈希愈、陈黑旦、邵象伊、武新宇、范强、林成谷、周忠业、屈天富、赵力之、赵月亮、赵雨亭、赵修民、段林璋、侯外庐、侯秋林、胥思义、袁任远、袁美莲、贾巧香、凌大琦、高向适、郭凤莲、郭兰英、郭秀梅、黄耀荣、曹素滨、崔亚和、康永和、蒋时旸、程子华、潘伊正、穆仙联

## 内蒙古自治区
- 四十五名

王孙力、王铎、尤太忠、牛宝、乌兰夫、巴图、巴图巴根、玉荣、龙梅、刘光子、刘景平、那木拉、那钦双和尔、孙凤仁、孙兰峰、李贵、李德逊、吴全喜、牡兰、沙木腾、张荣臻、张奎仁、张鸿奎、陈锡祯、武天生、周北峰、宝日勒岱、宝音、赵玉荣、胡祖根、查干其其格、奎璧、昝贵成、娜仁格日勒、秦文斌、秦富荣、贾幼陵、恩亚立、郭占威、郭根保、鄂其尔呼雅克图、银凤英、清格尔太、童启哲、蔡粉玉

## 辽宁省
- 一百四十七名

丁国田、于文龙、于守信、于启仁、于淑丽、马大沛、马云阁、马玉莲、马龙翔、马宾、王文儒、王世宗、王本堂、王同顺、王秀兰、王宝纯、王建佳、王贵起、王素慧、王继义、王崇伦、王淑芳、王赞平、乌力更、文达根、方秀贞、尹海亮、甘元礼、卢盛和、田玉珍、宁汝济、毕振德、师昌绪、曲文英、任仲夷、刘化凤、刘占文、刘永洲、刘树生、刘桂荣、刘曾浩、齐艳梅、关明远、孙奇田、孙德民、严济慈、苏景跃、李玉秀、李兴恩、李言、李松堂、李学盈、李荒、李振家、李熏、杨广林、杨成春、杨约维、杨宝清、杨建发、杨树棠、吴广、吴少新、何国柱、佟玉兰、邹德安、汪文清、沙胡拉、沈洪涛、宋光、宋则行、宋剑、迟永胜、张玉梅、张正德、张尔慈、张全、张丽君、张英祥、张省己、阿木古楞、陈玉良、陈连春、陈岱、陈金盛、陈育森、陈恩凤、陈淑珍、林仪媛、金华实、金海月、金润素、金道善、周会轩、庞然、郑明俊、郑春发、赵明轩、赵祥、赵景山、赵斌、胡玉玺、胡国栋、胡明、胡忠海、胡愈之、姜吉庆、姜振洲、姜培禄、娄尔康、娄敬玉、洪盈、洪程科、钱令希、徐桂兰、高桂英、郭可信、郭述申、郭忠明、郭和夫、郭学道、展桂英、陶维忠、黄火青、黄世荣、黄永太、黄宝增、黄新民、曹春华、常经传、崔道庸、章周芬、阎德义、斯钦、葛行德、葛庭燧、韩秀芬、韩维先、程序、焦世杰、曾绍山、谢振福、窦立芳、蔡昌年、翟洪儒、潘绍周、薛淑娥

## 吉林省
- 七十三名

于克、马殿臣、王大珩、王万春、王玉贤、王俊清、王桂芝、王恩茂、王湘浩、王富、云曙碧、牛世珍、方传流、尹德合、史琳琪、冯纯信、边生海、朴伟勋、朴春子、朱秀兰、朱宝英、成盛三、刘凤岭、刘文刚、刘玉玲、刘克静、齐笑冬、关秀兰、孙利全、孙顺理、孙胜、杜景成、李川江、李玉喜、李伍福、李彤溪、李尚友、杨彦林、吴式枢、吴学周、沙永良、张开荆、张天民、张玉文、张永相、张德馨、陈钟、陈桂兰、邵洙训、尚克明、金秀兰、金明汉、金明奎、赵连城、赵祥、姜文轩、姜丽、姜殿奎、宫玉林、栗又文、徐寿轩、郭淑珍、唐大怀、海玉琛、曹万奎、隋世才、斯日敖道、韩国海、喻日令、谢玉林、蔡福林、蔡镏生、裴解放

## 黑龙江省
- 一百零七名

于兴周、于洪霞、马文章、马恒昌、马淑芬、王一伦、王玉琴、王立疆、王守茂、王启民、王金子、王金陵、王禹明、王涛、王海德、王维之、方大中、尹坤、孔庆芳、古宣辉、石富、占布拉扎布、丛江林、丛深、冯国祥、毕凤琴、吕正库、朱秀兰、朱桂英、任志忠、邬成梁、刘发、刘发、刘恢先、刘振林、刘继生、许桂芝、孙纯玉、孙维宝、苏广铭、杜玉琴、李力安、李少婷、李长荣、李文财、李文信、李世琪、李在根、李延军、李延禄、李和、李春林、李荣、李树梧、李景荣、李熙荣、李德藩
杨启明、杨易辰、肖步阳、何本初、何淑云、张立信、张廷栋、张秀媛、张琪、张景林、张瑞麟、陆强林、陈大钦、陈光熙、陈作山、陈剑飞、陈烈民、陈雷、苑广成、杰尔格勒、欧阳钦、罗桂琴、金贞淑、周占鳌、周来、宗大顺、孟庆海、孟丽坤、赵子英、赵青山、赵国华、赵景全、南景元、柳桂芝、战长坤、哈斯托雅、费信、姚君、徐永旺、唐顺斌、诸懋午、陶家牧、黄嘉佑、崔云峰、董希臣、韩行生、朝克、惠凤山、傅华廷、傅慧敏

## 陕西省
- 八十三名

丁麦娥、于明涛、马世英、马启才、马忠英、王守宪、王寿祯、王远、王林、王家成、王新成、王震、牛书申、牛玉典、毛仪栋、方福林、白向银、冯锡嘉、冯德金、曲永洵、同桂荣、朱凤珍、刘汉三、刘述贤、孙秉悦、孙桂兰、孙留狮、贠西安、严信民、严祖逖、苏耀先、李长顺、李凤兰、李玉兰、李本林、李永春、李瑞山、李德元、杨存富、杨建忠、杨南生、杨钟健、豆世荣、吴几康、吴汉锦、吴建智、吴海洋、张心安、张玉书、张史杰、张民华、张志鹤、张宜珍、陈纪藕、郏拉香、尚生财、罗宇生、罗治全、周洪金、单怀香、屈武、赵克都、赵洪璋、郝树才、胡省、侯宗濂、贺贵文、耿燕熙、徐辉翠、徐殿明、凌志德、高克林、唐霞辉、阎志新、惠世恭、鲁桂兰、鲁晓云、靳新旺、路端谊、鲍守业、熊应栋、潘松辰、燕农养

## 甘肃省
- 五十四名

才让卓玛、马光宗、马克苏米、马雪兰、王世太、王英、王海林、甘素琴、冯纪新、司马须耈、再哈、朱秀楠、刘玉秀、刘应泽、齐定宽、严树棠、李友九、李转荣、杨万春、杨汉烈、杨新盛、杨澄中、闵成龙、宋平、张丰文、张金榜、张映昺、陈亨辉、陈耀武、拉布吉、尚保堂、金建中、周荣华、郑国锠、赵国信、南玉峰、俞延秀、高述存、高学林、高学勇、高隆清、郭增建、桑木腾、黄文忠、龚叔乔、常书鸿、盛德山、康恺、葛士英、蒋次升、策登、傅登殿、靳传廉、樊玉珍

## 宁夏回族自治区
- 十八名

马廷贵、马寿山、马烈孙、王国义、王耀花、李福、杨静仁、陈志恩、陈养山、周银、赵仲修、秦凤仙、袁佳琴、贾创业、郭凤兰、银花、霍士廉、魏廷祥

## 青海省
- 二十一名

切洛、石文山、白云有、乔生春、多巴、江立祥、狄子才、沈延存、张勤秀、阿米、官保加、赵延华、夏茸尕布、彭广志、董天祯、韩乙卜拉、韩福才、谭启龙、德西措毛、潘学振、薄欠

## 新疆维吾尔自治区
- 六十八名

马成荣、马合木提·库尔班尼牙孜、王玉胡、王玉梅、王振文、王彬生、木沙·司马义、牙合甫·大毛拉、牛九吾力·吾甫尔、月尔尼沙·买买提、文合图、巴岱、艾尼·司的克夫、艾则孜·吾拉因、卡尔波娃·娜嘉、奴尔汗、亚米力哈、毕肯、肉孜尼沙汗·奴尔、伊尔哈里、刘桂兰、阮开国、买买提尼牙孜·纳赛尔、买买提吐尔逊·克里木、买买提·肉孜、买买提·斯拉木、寿青、克尤木·买提尼牙孜、李恽和、杨永青、杨春莲、吾合力汗·肉孜、吾守尔·阿西木、肖元才、何秉贤、库尔班江、汪锋、沙比尔·马木提、张随旺、阿木冬·尼牙孜、阿不都克里木·买买提力、阿不都拉·吐逊、阿尤甫、阿西木·巴拉提、阿衣奴拉·阿皮孜、孜牙、孜娜西、陈善明、拉孜克·买买提、帕瓦、依明那洪·吾西尔、胡冰、哈得尔汉、侯正元、贺凤锦、秦合义、热比亚·买买提、热衣木江、铁木尔·达瓦买提、郭菊英、黄大文、康买尔·阿不都热合满、塔衣尔·买买提力、傅黑子、曾继富、赛福鼎、霍加巴依穆娜瓦尔汗·依不拉音

## 上海市
- 一百八十四名

丁金国、丁是娥、丁德贯、于光远、马纯古、王之江、王子野、王文娟、王玉贵、王应睐、王国应、王展、王娟华、车文仪、毛杏珍、巴金、邓力群、左英、左淑东、石林、石钟琴、卢于道、史良、司徒汉、吉长山、吕叔湘、吕骅、朱尔沛、朱金大、朱恒、任国全、任继愈、任新民、庄士福、刘大年、刘佛年、刘秉彦、刘金、刘念智、关建、孙大光、孙龙根、孙金根、孙寅全、严佑民、苏步青、苏振华、杜聿明、杜棣华、李尧章、李志侠、李国豪、李昌、李春富、李炳淑、李祥麟、李锐夫、李富荣、李强、杨心培、杨敏、杨槱、吴作人、吴冷西、吴阿四、吴若安、吴苗强、吴肇光、吴耀宗、邱伯鸿、应忠发、汪猷、沙千里、沈小妹、沈国贞、沈岳瑞、沈桃生、沈鸿、宋庆龄、宋养初、迟尚斌、张文裕、张文韬、张汉东、张光年、张国钧、张显崇、张品芳、张香桐、张美芳、张骏祥、张燕、陆国平、陆国梁、陆焕根、陆新祥、陈元德、陈云、陈中伟、陈志方、陈伯明、陈金水、陈念贻、陈祖德、陈祥林、陈培森、陈植、陈翠霞、邵荣宾、邰春福、林宗棠、林慧卿、郁永康、郁蕾娣、岳美中、金全福、周月娥、周传甲、周谷城、周念邦、周海婴、周恕、周继红、房明珊、赵行志、赵兴华、赵志明、赵忠尧、赵祖康、赵超构、荣毅仁、胡国良、胡绳、胡厥文、树基岗、施汝为、施如璋、姜春华、祝公健、姚永根、姚芳平、秦承森、袁伟民、袁雪芬、夏玉书、顾明、顾忠孝、顾宝生、顾顺贤、钱宝钧、钱信忠、钱澄海、倪谷音、徐驿敏、爱新觉罗·溥杰、凌云、凌振芳、高润华、郭万棠、唐应斌、唐韬、陶永朝、黄永安、黄渭臣、曹芝芬、彭冲、葛雅敏、董克礼、董承琅、蒋兰荪、蒋夏珍、韩哲一、韩绥花、傅培彬、谢铁骊、蒲云开、雷兴翰、路金妹、裔式娟、裴先白、谭其骧、缪献涛、戴兴庆、魏忠仁

## 山东省
- 一百五十五名

丁法琴、丁春兰、丁继恩、丁肇魁、于海亭、马同恩、马宜泉、马湘荣、马肇维、王永幸、王幼平、王守纯、王秀花、王美恭、王炳琴、王洪海、王桂勤、王爱珍、王瑛、方宗熙、甘美荣、申玉仁、田立柱、白如冰、丛付泽、冯永喜、冯展娟、兰志朴、皮之先、吕鸿宾、朱本正、朱奇民、朱学范、成仿吾、任跃绪、刘干、刘民生、刘先志、刘志海、刘克先、刘怀河、刘秉琳、刘宪廷、刘端荣、齐发恒、江瑞明、孙玉声、孙会生、孙志建、孙学友、孙承梅、孙树乐、孙福梅、孙德昌、牟玉田、纪秀芝、苏子彦、苏应宽、李子超、李仁嵩、李玉花、李成华、李会丰、李守忠、李秀芬、李法瑞、李春生、李茹苓、李胜荣、李爱昌、李淑贞、李道昌、李德之、杨仁中、杨丕芝、杨立功、杨连科、杨鸣岐、肖德晋、吴克刚、何家铿、谷牧、谷桂兰、汪云琇、沈惠基、沈雁冰、迟敬德、张世才、张兰阁、张廷忠、张汝栋、张金平、张承载、张春华、张选民、张桂云、张燕霞、陈朴先、陈孝顺、陈宝友、武玉强、范国江、范美兰、林传珍、周立亭、周加梅、周运普、周希来、周爱竹、郑子久、郑星斋、郎咸芬、赵玉英、赵兰英、赵守福、胡安夫、胡孝琚、段连贵、饶曼妮、姚士昌、秦和珍、夏鸣、夏宝枢、顾懋林、徐文园、徐立英、徐眉生、徐桂月、徐谦、高文礼、高国富、高修、高振祥、高逢五、郭金明、郭绍仪、郭贻诚、常丽华、常贯玉、崔廷良、彭梅羹、韩在胜、韩秀云、程春山、傅长云、傅春法、傅曾矩、曾呈奎、谢鑫鹤、裴香庭、谭启旺、潘承洞、霍传才、魏广木、魏正亭

## 江苏省
- 一百三十一名

丁吉云、丁光训、刁三九、马国瑞、马泉源、王一香、王玉存、王永刚、王永福、王秀英、王学仁、王恒兰、王富林、仇永皋、方振、孔步余、巴一恺、卢良恕、卢衍豪、叶圣陶、田毛根、冯茂伦、朱夏、朱祥铎、伏祥进、任保德、刘光东、刘同和、刘国钧、刘树勋、汤如瑾、汤银桥、祁明发、许家屯、孙迎芳、牟增善、花幼明、苏何林、杜子威、李子良、李玉、李庆逵、李明扬、李桂英、杨乃珍、杨廷宝、杨明、吴贻芳、吴采芬、吴淑琴、吴维继、何冰皓、辛少波、沈卫群、沈若娟、沈英、沈佩华、宋昌规、张仲良、张启龙、张阿舟、张国平、张建设、张树吾、张炳林、张钰哲、张继青、陆正友、陆埮、陈子祥、陈兆熊、陈克天、陈桂生、陈理壁、陈采娣、范存忠、范芹华、季方、季贵行、金如宝、金逊、周尔辉、周寿先、郑春茂、单宗肃、赵桂香、赵章庆、胡大峨、胡宏、胡耐秋、侯金镐、俞敬忠、宫维桢、栗成义、贾世珍、夏正和、顾月炎、顾颉刚、顾锡林、晏夕飞、钱松岩、徐惠兰、奚元龄、高昌明、高济宇、唐志高、唐事台、陶其南、黄力行、黄自山、黄家良、曹文年、曹凤娣、眭元清、盛桂元、康爱萱、章仁恺、章瑞英、彭传友、斯霞、董金才、蒋丽新、蒋春松、韩本初、惠浴宇、程暄生、傅令仙、蔡荷英、潘文龙、薛国纬、戴为然

## 安徽省
- 九十八名

万里、马长炎、马文瑞、马桂兰、马浩谦、王有道、王启杰、王劲草、王泽农、开明义、牛家怀、方传友、方咸松、叶化本、叶登荣、朱秀英、朱海波、朱朝俊、朱蕴山、华立荣、刘儒林、许有光、许杰、许学受、孙起孟、严坤元、苏自友、李文年、李世兰、李世农、李志发、李良年、李敦弟、杨兰英、杨成根、杨远华、杨承宗、肖培基、吴仁银、吴有根、吴光才、吴彦求、吴桂林、吴德来、何谦堂、佟元贞、沙承祥、沙德义、沈时悦、沈来莲、宋宝时、张长银、张文英、张发奎、张学勤、张祚荫、张涤华、张谦德、张德才、陈庆瑞、陈学孟、陈诗纯、陈桂真、陈继生、陈登科、郁明夫、金克、周义珍、周怀衡、周宗英、郑锐、房师亮、孟富林、赵朴初、赵守一、赵敏学、胡耀邦、柯百法、柏凤莲、洪继堂、姚茂启、骆良明、夏德义、柴富贵、高玉玲、黄永陵、黄驭、黄其政、曹伟民、曹菊如、崔爱玉、章丽均、葛忠柱、程光华、傅昌堂、解正福、潘其仁、魏心一

## 浙江省
- 九十一名

刁操爽、王仁东、王冬兰、王花香、王招锐、王季午、王祖芬、王根娣、王培信、王菊凤、王道更、王富生、王耀亭　方增先　厉矞华、叶孝甫、朱士元、刘尧增、刘品其、刘炳岱、许步劭、孙美英、杜来云、李月莲、李庆味、李宝兴、杨匡保、杨岩生、杨采妹、杨美英、吴又新、吴凤生、吴发琴、吴性慧、何香德、应卸根、应秋根、汪月霞、沈阿雪、沈学年、沈兹九、陆呆大、陆星垣、陈友堂、陈再新、陈有生、陈良银、陈阿木、陈阿福、陈慕华、邵全建、卓银钗、罗祥根、金宝花、金善宝、周大元、周开彪、周永昌、周扬辉、周红灯、赵爱丽、胡玉兰、胡关法、胡顺泉、侯虞钧、俞佐宸、俞善吾、聂阿根、顾功叙、铁瑛、倪焕祺、徐张奎、徐怡和、徐德友、陶健、黄志刚、龚香才、盛宝龙、董丁荣、董聿茂、焦金福、蓝妲珠、楼水明、虞大湘、詹通巢、廖锡龙、潘圭绥、戴香妹、戴送福、戴景炎、魏亚平

## 江西省
- 八十四名

万里浪、万招香、王寿松、王实先、王根泉、方志纯、方赛枝、邓五根、邓典桃、甘祖昌、田士毅、朱凤金、向腊玉、刘大媚、刘正林、刘央英、刘俊秀、刘寅、江善讲、江渭清、许勤、苏元冬、李友秀、李今芳、李世璋、李伍玉、李志明、李柱、李重新、李毅章、杨尚奎、杨春发、杨祥根、肖美奇、吴元先、吴永乐、吴财源、吴春太、余秋里、沈华才、沈淑瑾、张长生、张永新、张盛华、陆孝彭、陈长根、杭诗荣、罗日运、周克用、周桂花、赵发生、胡金生、胡献可、胡德兰、钟福明、秦含章、袁瑞生、聂木生、莫循、桂香凤、徐清秀、郭亚民、郭宗义、唐保生、陶智谋、黄路古、符式珪、符达、康克清、章士美、章文超、梁建国、彭学富、彭梦庾、程祥明、曾志、曾振荣、雷细梅、熊学群、黎寿天、颜龙安、潘文伟、潘式言、潘震亚

## 福建省
- 七十三名

马秀發、王世锐、王汉杰、王秋凤、尤扬祖、方毅、厉海清、卢世钤、卢嘉锡、兰马哩、兰爱花、朱元鼎、朱光耀、朱芬兰、刘九如、刘永生、刘银、江礼银、江春官、阮锦文、杜星垣、巫先木、李成德、李朝坤、李温仁、杨兰英、杨秀玉、吴家山、吴皎如、何若人、何琼云、张汉荣、张伙成、张宝英、张荫荃、张鼎丞、张福连、陈文俊、陈训明、陈存俊、陈孝钦、陈希仲、陈依进、陈科殊、陈柴头、陈敬铨、林开钦、林廷群、林锦云、欧阳杰如、卓寿儒、罗年、罗春俤、胡新玉、侯林舟、洪阿炉、姚智梅、贺敏学、高庆和、郭瑞人、黄良玉、黄和良、黄宝礼、黄顺兴、梁梅珠、葛兰妹、曾汉章、谢巧英、谢冰心、蔡启瑞、廖志高、廖阿妹、潘仲鱼

## 台湾省
- 十三名

田富达、冯炎火、江水生、李辰、吴国祯、陈木森、陈逸松、林丽韫、林良材、林敏敏、林德时、钟炳松、蔡子民

## 河南省
- 一百四十六名

黑丁、马义德、马明章、马恒慎、马恩普、王力学、王万林、王中现、王化云、王丙寅、王式唐、王西庆、王守勤、王虎只、王金荣、王建英、王俊福、王继良、王锦华、孔照修、邓颖超、艾二中、石秀兰、石冠卿、叶天江、叶仁寿、冉天成、史来贺、史树芬、宁士德、伍灼胜、刘更新、刘建勋、刘桂珍、刘鸿文、刘富功、刘腾、安翠琴、许木、许敦复、孙中朝、孙发娥、孙忠义、孙堂庆、孙铭文、孙景荣、苏殿选、杜均、李万新、李子凡、李玉凤、李光辉、李茂生、李金兰、李庚才、李学明、李宝玉、李俊峰、李继明、李焕章、李维新、李赋都、李锦堂、李德云、杨启祥、杨顺阳、杨景初、肖大国、肖扬清、吴月春、吴百川、吴先书、吴绍骙、谷同书、辛宪章、汪根成、沈琼、宋秀荣、宋思芹、张文祥、张立、张成国、张庆吉、张来锁、张怀德、张荫锡、张炳、张洪军、张洪基、张桂珠、张喜臣、张新芳、张燕刚、陈乃欣、陈守敬、陈宪德、武殿荣、苗绍奇、林淑花、罗士瑜、金明志、周守正、郑中仁、郑自武、郑明兰、孟秀云、赵书阁、赵恒富、赵毅、荆来太、胡立教、胡尚礼、胡金菊、胡春山、胡逸平、昝申全、姜小凤、胥秀真、姚从工、贺代文、秦世臣、袁世民、栗炳珍、钱端有、徐东花、高龙生、高拴柱、郭友贤、郭秀梅、郭培鋆、郭维淮、海发迎、曹收、曹泮民、常香玉、崔玉富、盛婉、彭翠香、董玉琴、董民声、韩学义、韩勤山、谢家芳、霍秉权、魏怀清、魏青森

## 湖北省
- 一百零七名

万述荣、马承诚、马德济、王之卓、王心元、王玉珍、王永三、王序森、王贤可、王治槐、王学远、王姣邚、王桂林、叶梅、冯福英、吕爱珍、吕继林、朱业奎、任祖雄、华煜卿、刘元香、刘长顺、刘叔鹤、刘敏、刘维德、刘惠农、江西芝、李友华、李玉兰、李立、李先念、李自新、李全胜、李国平、李觉民、李淑云、杨九东、杨开福、杨明华、杨明聪、杨道安、吴于廑、吴学荣、邱宏祁、余传斌、余明生、辛志英、汪秀兰、张水泉、张用学、张秀龙、张明全、张春林、张腊年、陆建勋、陈正宽、陈丕显、陈传颍、陈华癸、陈泽铭、陈宗基、范忠志、范毓彪、林一山、罗昌荣、金成喜、赵从钊、赵辛初、胡金魁、胡炎驹、胡宝玲、胡恒山、侯开群、饶斌、袁德昌、桂世澄、夏以焜、夏菊花、顾大椿、徐伯勋、徐国华、高玉田、高秀琴、高敏智、黄凤珍、黄永楷、黄德忠、曹宏勋、章小清、章文才、彭志忠、彭昌松、董来双、韩宁夫、覃祥官、程书远、傅大志、傅福生、舒细旺、裘法祖、蔡宗凤、蔡宜权、谭能华、熊子民、熊传金、熊桂香、魏尚亮

## 湖南省
- 一百一十八名

丁招弟、丁国友、马本慧、马永康、王方寿、王进兰、王坤和、王定寰、王海云、毛迪秋、毛致用、文心正、文玉香、方忠宇、尹曼生、孙安民、邓昌明、龙清友、卢惠霖、田启发、田泽普、邝丁圣、毕承松、朱正春、朱国清、任邦怀、任春光、刘亚南、刘行悌、刘芳庭、刘连生、刘湘兰、齐寿良、许道谦、孙国治、严玉蓉、李二秀、李小嘉、李国康、李春华、李临庄、李首成、李津身、李惇谊、杨玉翠、杨发姣、杨清华、肖远苏、吴运昌、吴晖、吴清芝、吴道生、旷佩兰、汪衡沛、张万宏、张巧训
张先玉、张华、张国清、张福财、陈玉明、陈启智、陈国达、陈国初、陈国忠、陈雁谷、林祥胜、易会才、罗廷保、罗迭开、罗春堂、罗秋月、周东生、周汝沆、周兴昌、周　里、周国和、周鸣鸿、周端初、郑在校、屈智富、赵方民、赵步真、赵琦、侯振挺、姚源河、袁隆平、凌霞新、唐玉桂、唐利君、唐利群、唐泽淮、黄己端、黄从泉、黄文斌、黄仲凡、黄仲钦、黄复和、黄炳权、曹鹤荪、崔金明、盘代乾、盘美金、梁永唐、彭官恕、彭顺南、董宝然、覃章明、曾吉明、曾祝钦、游洪涛、谢泽润、蔡畅、廖性初、谭余保、谭青松、谭爱兰、谭震林

## 广东省
- 一百六十一名

丁庞文、王叙伦、王首道、王宽诚、王越丰、王鉴明、王燕、文春梅、方君壮、方善桂、尹林平、邓六、邓炎棠、甘义娣、石慧、卢振森、冯秉铨、冯栋良、朱寿全、伍觉天、伍银鉴、伍禅、庄世平、刘田夫、刘存谨、刘秋容、刘耀曾、关山月、江汉武、江裕英、汤秉达、许如音、许丽华、许涤新、许嘉、麦容辉、严运来、劳森、苏友、杜长天、李广权、李宇兴、李运英、李灶、李妙兰、李明珍、李忠兴、李树柏、李洲昌、李菊生、李崧、李盛鹏、李淑芳、杨光、杨启荣、杨德元、肖永久、肖隽英、吴先锋、吴均祥、吴康民、岑柏、何乔、何运招、何贤、何周、何保、何敬真、张庆君、张和畅、张金水、张泉、陆达兼、陈永凤、陈伊林、陈勋、陈碧芳、陈镜开、林小群、林进友、林良、林桂女、林桂芳、林渡、欧阳山、欧阳德、罗元恺、罗征祥、罗梓清、罗雄才、罗慕贞、金基凤、金淑仪、周凤萍、周铮、冼为铿、赵更生、赵淑英、胡九、胡希明、柯平、蚁美厚、钟玉钦、钟伯滔、钟明、钟麟、费彝民、姚锦钟、袁湘兰、莫秀英、莫珣、莫鼎禄、贾大水、徐大木、徐绍初、高玉兰、郭汝铭、郭棣活、郭增恺、黄友谋、黄长水、黄民兴、黄明海、黄明德、黄河清、黄复康、黄桢权、黄菊香、黄燕芳、黄耀祥、梅日新、梅骅、崔凤堂、康汉生、梁广、梁尚农、梁建明、梁洪英、梁祥胜、梁培、梁渠芳、寇庆延、覃争光、程扬波、焦林义、曾生、曾佛朋、曾定石、曾燕、谢荣山、蓝安华、蒲蛰龙、赖桂美、雍文涛、蔡凤美、臧振华、廖承志、黎会田、黎荣炬、黎镜、魏南金

## 广西壮族自治区
- 八十四名

王丕建、王贵英、韦正辉、韦君毅、韦胜、玉荣均、甘怀义、甘捏苟、石兆棠、石愈模、卢绍武、卢潮柱、冉大姑、冯桂莲、乔晓光、任现春、刘桂华、刘培贵、农秀兰、杜易、李志宏、李志曙、李振辉、李振潜、李桂香、杨尤芳、杨文才、杨东莼、杨庆书、杨辉明、肖寒、吴琼英、何金莲、张龙华、张国英、陆万佳、陆卫东、陆婉珍、陆榕树、陈此生、陈采富、陈曼玲、陈熙、范国佳、林玉姣、林华、林明水、罗业芬、罗周文、金宝生、郑建宣、赵善良、钟济新、姚金记、莫乃群、莫寿全、贾立义、黄玉娟、黄红兰、黄作勤、黄环昌、黄荣、黄洁、黄桂娣、黄朝邦、盘佐杰、盘俊、康正德、梁吉泉、梁成业、梁炳和、梁振怀、梁采琴、梁雕华、彭利纯、覃永吉、覃绍英、覃洁康、曾勇、廖广能、谭凤仙、黎海波、潘烈、潘楚华

## 四川省
- 二百零八名

丁长河、丁雪松、马长生、马允武、王一纯、王代贵、王兆成、王兴、王怀文、王良楣、王贤书、王彦立、王炳万、王梅玉、王淦昌、王腾波、王黎之、王德鹏、毛素芳、文素群、尹学进、邓金才、艾万胜、叶玉富、田景琦、冯天铭、冯光珍、冯金璋、冯振伍、冯德民、兰真友、吉牛布哈、朱大洪、朱广颐、朱开俊、朱运泽、朱学珍、任明道、任治伟、多曲珍、刘大钧、刘云波、刘允中、刘永祥、刘兴标、刘国民、刘秉温、刘学元、刘淑碧、刘福银、米建书、江新华、汤富麟、许光富、许忠志、计庭琼、许滕八、却贵祥、严进卿、严惠珍、苏义海、苏呷沙且、杜心源、杜琼书、巫方安、李少言、李仁树、李正传、李世辉、李东云
李仕碧、李永勋、李先明、李兆亮、李轩、李英杰、李林枝、李国超、李秉东、李宝树、李实蕡、李香山、李振、李职贵、杨以希、杨邦润、杨伦选、杨国相、杨国顺、杨顺才、杨超、杨福田、吴永群、吴秀玲、吴明发、吴绍文、吴祖恺、吴诸辉、何大光、何天宠、何仲明、何国瑛、何贵义、何高清、何富祥、谷志标、邹清蓉、沙云和、宋任穷、宋希元、张云湘、张正桃、张兴华、张秀熟、张呼晨、张炳华、张家珍、张娟、张雁、阿登、陈书舫、陈庆元、陈垂万、陈耕耘、林守义、果基木古、罗灼礼、罗青长、罗学成、罗承烈、罗通达、所登、金富忠、金锡如、周钦岳、周根娣、周理荣、周银萍、周颖、周德龙、郑方、孟东波、降央伯姆、赵清志、赵紫阳、胡子昂、胡志芳、胡绩伟、茹夫一、柯召、侯光炯、俞千里、施嘉明、绒木塔、袁邦莲、耿德元、聂荣贵、聂俊卿、晋川、贾光后、钱毋荒、钱学英、钱德、徐伯昕、徐僖、高未龙、郭沫若、唐克碧、竞华、陶正秀、黄开华、黄凯、黄荣昌、黄森荣、曹纯昌、曹钟梁、常昌乐、崔亚鸥、康智盛、梁伯英、梁素兰、彭心莲、彭尧吉、彭秀英、彭佑清、彭贤清、彭迪先、蒋治全、蒋荣福、韩永洪、税西恒、童少生、曾德林、谢俊卿、赖洪德、雷忠惠、雷鸣秀、雷雷故洼、裴昌会、廖学成、廖诗权、廖厚荣、熊复、樊培禄、潘传贤、潘道崇、薛万才、魏文富

## 贵州省
- 六十七名

马力、马启明、王芝龙、王廷荣、王炳清、冉席娥、白美富、刘凤英、刘应清、安仕爵、许天珍、杜惠珍、李大刚、李玉芳、李兴学、李志奇、李连城、李杰、李庭桂、李盛芳、杨建华、杨靖洲、杨德荣、肖成萍、吴仁惠、吴秀龙、吴应兴、吴国超、吴实、吴承清、吴通明、余洪全、迟寰新、张军直、张秀琴、张明清、张学芬、张晓虹、陆三九、陆琼英、罗绍恒、罗登义、周剑萍、周恒春、周淑兰、郑州银、赵国兴、赵蓉霞、俞渭江、骆国强、贾庭三、顾德美、涂光炽、黄绍臣、黄恩芬、曹玉珍、龚玉凤、章世瑞、梁顺模、韩启英、傅师荣、曾宪辉、廖琼、谭学、谭靖夷、熊朝键、潘业芬

## 云南省
- 八十二名

仁、兰馥、寸时达、马二金、马启培、马逸先、王少岩、王中祥、王岩刚、木桂香、方国瑜、尹自昌、孔丽华、孔瑞荣、邓秀珍、石光、石应仓、石林、司拉山、召存信、百登独玛、毕学光、朱友明、朱德祥、刘其英、关肃霜、安平生、安惠勤、祁山、孙家太、苏彦清、杜路博、李再洪、李沙普、李和才、李荣梦、李胜丰、李娜体、李续台、李福忠、杨述焕、肖丽珍、吴兴石、吴应槐、吴征镒、张天放、张元田、张云生、张冲、张琼芝、张惠英、张德华、陈子胤、陈批鲁、林元惕、林云生、岩养、罗朝清、金学文、赵廷光、赵增益、胡二千、胡蓉仙、咪玉旺、段华民、保小聪、保洪忠、饶学采、秦学英、袁绩棠、郭子龙、郭守礼、黄天佑、黄素珍、曹自芹、普尚义、瑞板、楚图南、蔡琼芬、谭庆麟、潘训英、霍淳

## 西藏自治区
- 二十九名

才旦卓玛、天宝、扎西拉姆、丹巴坚作、巴桑、布德、占堆、生钦·洛桑坚赞、吉村、达吉、任荣、任德路、次仁、次仁拉姆、安增、杨维开、阿沛·才旦卓嘎、阿沛·阿旺晋美、青旺、拉姆、帕巴拉·格列朗杰、郑英、索朗群宗、桑顶·多吉帕姆、桑珠、措姆、普布次仁、德格·格桑旺堆、潘多

## 中国人民解放军
- 五百零三名

丁志辉、丁荣琳、克法、坦、万海峰、马卫华、马白山、马立达、马寿喜、马宜生、马跃贞、王一、王万林、王万祥、王子健、王飞、王元明、王巨全、王从周、王孔运、王世乾、王丕礼、王石祥、王平、王平水、王占山、王兰英、王必成、王亚夫、王廷瑞、王宇、王志信、王利亚、王君排、王英高、王直、王尚、王昕、王忠、王和安、王金泉、王泮文、王定烈、王诚汉、王建安、王经文、王茹芝、王保明、王宪增、王冠扬、王振宗、王振镛、王桂英、王晓玲、王海、王展、王森、王景昆、王瑞昌、王毓淮、王德明、韦杰、韦国清、云成烈、牛利民、牛振运、毛伟良、毛宪、文击、方向、方毅华、尹利勤、孙庆智、孔庆德、孔俊彪、巴珍、邓小平、邓兆祥、邓岳、邓家太、甘渭汉、左三星、左先英、石松、石忠汉、龙飞虎、龙桂林、卢仁灿、叶正大、叶汉林、叶自华、叶金刚、叶建民、叶剑英、叶洪海、田世兴、田松、田波、史世屏、史景班、冯恺、兰庭辉、加米拉、邢泽、邢信福、曲竟济、吕士英、吕启青、朱士焕、朱光亚、朱兆运、朱良才、朱忠节、朱恒兴、朱群生、乔平、成钧、伍生荣、华凤翔、伊长顺、向仲华、刘小安、刘义、刘子云、刘子美、刘友光、刘凤岐、刘占荣、刘白羽、刘汉、刘伯承、刘伯堂、刘宏、刘英智、刘金海、刘春山、刘洪达、刘恭芳、刘凌、刘续昆、刘森、刘德臣、刘德润、刘醒华、齐焜、衣瑞伦、关盛志、江文、许世友、许家麟、孙乃杭、孙玉斌、孙臣良、孙华峰、孙步堂、孙启龙、孙殿和、阴法唐、纪东江、严家安、苏万昌、苏宝臣、苏敏京、杜月清、杜永春、杜西书、杜喜仁、杜瑜华、李人林、李扎根、李友连、李少元、李月荣、李文堂、李平、李永太、李亚敏、李贞、李廷山、李向民、李泛山、李军、李寿轩、李远祥、李孝国、李克忠、李良官、李昕、李宝奇、李建云、李经盛、李春明、李艳、李振华、李培基、李麻烦、李超、李景展、李聚奎、李德生、杨文亭、杨以山、杨廷贵、杨成武、杨针、杨国宇、杨育才、杨宗显、杨思禄、杨勇、杨得志、杨焕民、肖华、肖劲光、肖洪达、时心仁、吴克华、吴纯仁、吴胜凯、吴振才、吴烈、吴爱霞、吴继恩、吴朝祥、吴富善、旷伏兆、何友发、何光宇、何廷一、何志聪、何辉燕、何碧辉、余立金、余光茂、邹永翠、冷鹏飞、沈启贤、沈佩华、沈善文、宋元阁、宋时轮、宋尚戟、宋济珍、张力雄、张天恕、张元培、张凤云、张凤廷、张凤岐、张文碧、张计辰、张玉敏、张正信、张东宁、张永义、张贞惠、张廷发、张如三、张来芳、张希钦、张希庸、张启斌、张纯青、张贤林、张忠、张治银、张承阁、张经文、张树魁、张香芬、张保田、张洪追、张晓莉、张爱萍、张维滋、张琦、张谦、张静梅、张震、张震寰、陆惟善、陈凤英、陈斗魁、陈丕、陈再道、陈刚、陈志彬、陈志新、陈芳允、陈武魁、陈昊苏、陈继德、陈道修、陈锡联、陈福胜、陈德、陈德先、武友道、武燕平、幸元林、苟天普、范忠祥、范素静、范朝利、林本戎、林依平、林钟、林炳远、林梓全、林维先、林遵、郅顺义、卓琳、尚坦、罗戎疆、罗瑞卿、岳心广、金如柏、周士第、周水朵、周希汉、周启国、周金黄、周建华、周桂生、周益宽、周瑜宏、周翠宽、底建秀、郑子斌、郑本炎、郑时运、郑希文、郑国仲、郑效峰、官峻亭、孟克、孟宪诚、赵云鹤、赵文进、赵冬兰、赵立玉、赵兰田、赵永胜、赵永焕、赵先顺、赵伟、赵南起、赵炳安、赵德芳、郝玲莉、郝盛旺、胡正平、胡希道、胡树仪、胡炳云、胡继成、柯长均、查玉升、柳支英、钟少珍、钟安荣、钟国楚、钦伟武、段苏权、段思英、姜林东、姜泗长、洪民、洪林、洪学智、祝星发、费龙山、费国柱、胥光义、贺明、贺音娴、秦基伟、聂荣臻、莫文骅、贾春祥、贾乾瑞、贾新桥、夏光亚、夏克、顾永武、柴金根、党培新、钱学森、徐化民、徐廷泽、徐仲禹、徐向前、徐芳春、徐其孝、徐国贤、徐明、徐诚之、徐柏令、徐信、徐恒禄、徐锦荣、栾德楚、高方、高占杰、高存信、高厚良、郭天木、郭化若、郭延林、郭林祥、郭金林、唐天际、唐刚、唐作厚、唐述棣、唐皎、陶峙岳、桑德海、黄长生、黄丑和、黄立功、黄立清、黄达宣、黄克诚、黄树田、黄冠亭、黄朝天、黄瑞祥、黄德懋、梅招娣、曹达诺夫·扎义尔、曹慧英、曹毅、崔田民、崔吉君、崔桂江、康风、康成山、阎同茂、阎寿湖、阎德兴、梁天喜、梁必业、梁守槃、屠开元、琚有山、彭仕红、彭合朋、彭武化、彭明治、彭清云、彭清云、董其武、董超、蒋玉贞、蒋润观、韩芝萍、韩金凤、韩思国、韩敏、粟裕、程开甲、程世才、傅奎清、傅钟、傅秋涛、傅崇碧、鲁德才、曾昭林、曾思玉、曾海生、温先星、谢明、谢镗忠、靳甲夫、靳秀爱、雷自平、詹才芳、解全威、褚传禹、蔡有章、蔡报瑗、蔡翘、廖汉生、廖海光、谭知耕、谭政、谭星亭、谭善和、熊飞、熊志生、樊效文、黎明、滕俊清、滕耕耕、颜金生、潘明轩、薛真、冀先民、戴秉孚、魏金山、魏学诚

## 代表补选情况

### 五届全国人大二次会议
- 北京市：彭真、薄一波、安子文、林乎加、陶希晋

### 五届全国人大三次会议
- 北京市：马寅初、王观澜
- 天津市：陈伟达、闫达开、胡启立
- 河北省：江一真、李尔重
- 山西省：阮泊生
- 内蒙古自治区：廷懋
- 辽宁省：万福金、张国士、黄欧东、崔德志
- 黑龙江省：赵德尊
- 宁夏回族自治区：马信、马青年
- 青海省：冀春光
- 新疆维吾尔自治区：司马义·艾买提
- 上海市：汪道涵、钟民、张家树
- 山东省：赵林
- 安徽省：张劲夫、顾卓新
- 江西省：白栋材、谢象晃、何世琨
- 河南省：段君毅、刘杰、赵文甫、杭惠兰
- 湖南省：万达
- 广东省：习仲勋、李坚真、杨尚昆
- 广西壮族自治区：覃应机
- 四川省：鲁大东、潘阳泰、平错汪阶
- 贵州省：苏钢、徐健生
- 云南省：刘明辉、缪云台
- 西藏自治区：班禅额尔德尼·确吉坚赞
- 解放军：叶飞、严政、刘志坚、饶守坤、谭友林

### 五届全国人大四次会议
- 北京市：马耀骥、王恺谋、冯基平、李恕、焦若愚
- 辽宁省：陈璞如
- 黑龙江省：王路明、倪伟
- 陕西省：时逸之
- 青海省：扎喜旺徐
- 安徽省：周子健
- 浙江省：李丰平
- 福建省：马兴元、项南、蔡黎、魏金水
- 湖北省：林木森、栗栖
- 广东省：梁灵光
- 四川省：李满盈、张德成、潘大逵
- 云南省：孙雨亭、李桂英
- 西藏自治区：杨东生

### 五届全国人大五次会议
- 北京市：吴向必
- 吉林省：张根生、强晓初
- 上海市：王德宝、刘靖基、陈之航
- 江苏省：韩培信
- 福建省：许亚
- 广东省：梁湘